# Ermida de Nossa Senhora do Monte (Almagreira)

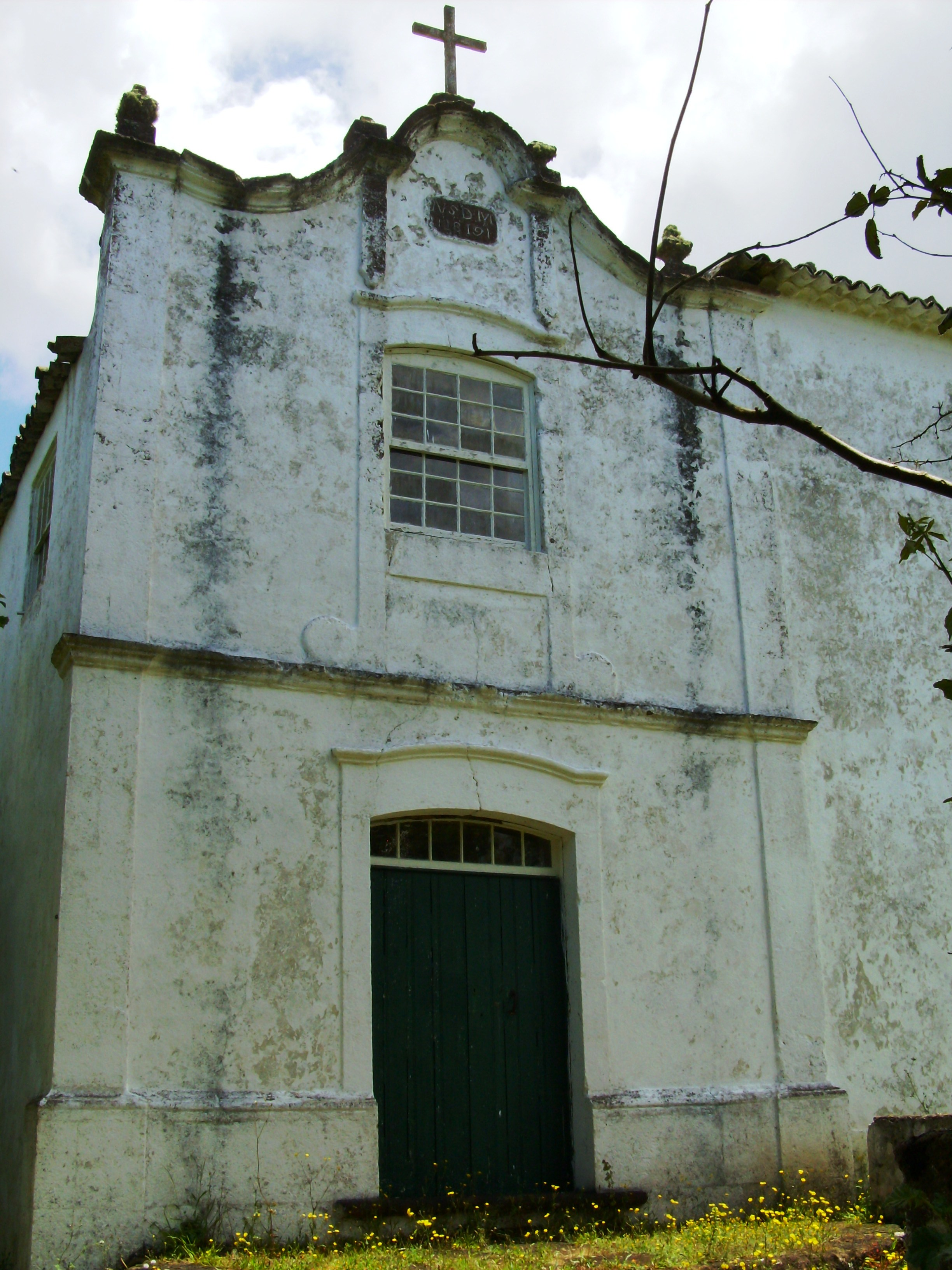
Ermida de Nossa Senhora do Monte: fachada.

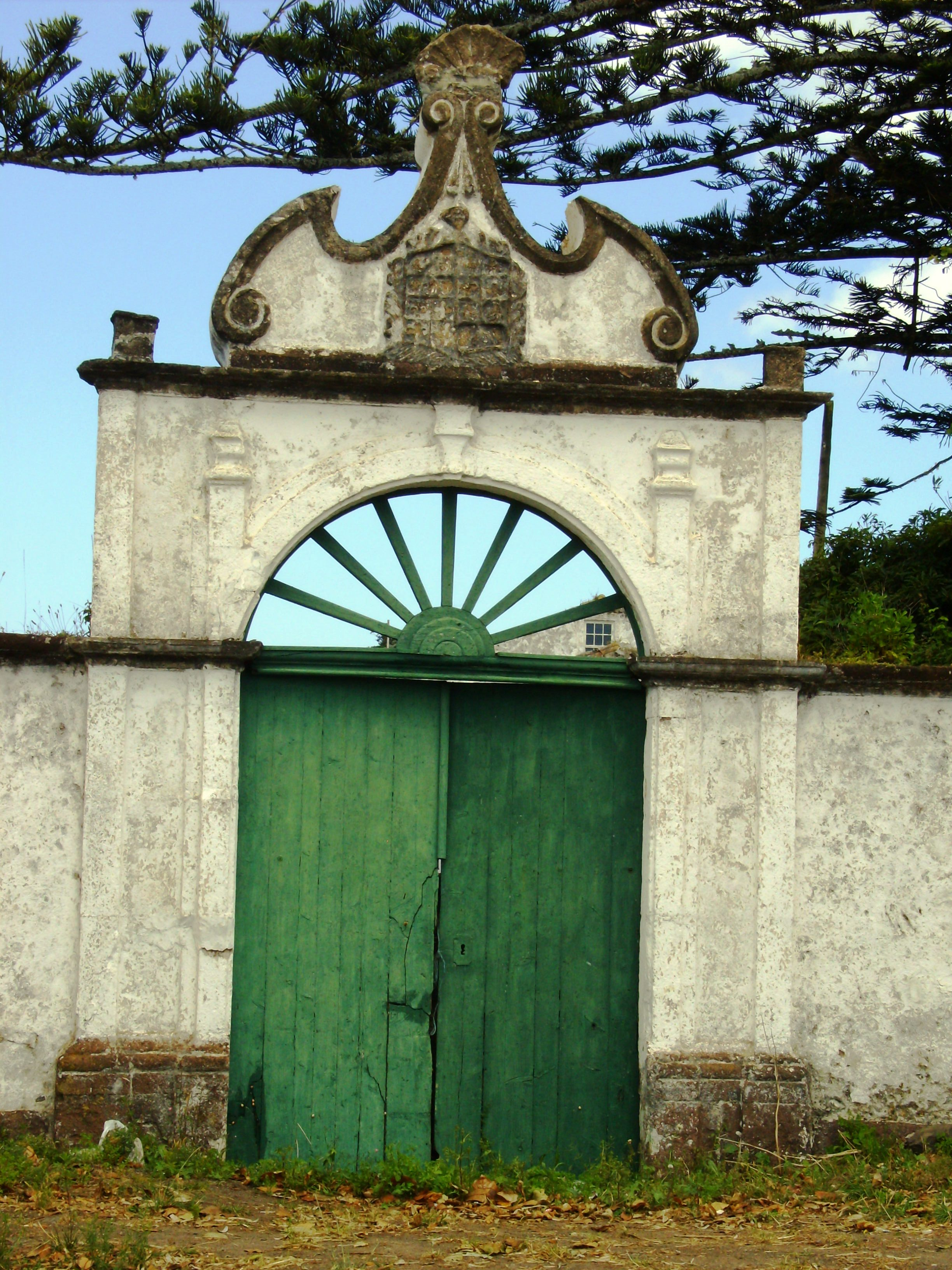
Ermida de Nossa Senhora do Monte: portão armoriado da quinta.

A Ermida de Nossa Senhora do Monte localiza-se na freguesia da Almagreira, concelho da Vila do Porto, na ilha de Santa Maria, nos Açores.

## História
Trata-se da ermida privativa de um solar onde, conforme era hábito na ilha, era feita a celebração dos ofícios religiosos em determinados dias. MONTEREY (1981) remonta esta ermida ao século XIX.
Encontra-se actualmente em relativo estado de conservação, em mãos de particulares.

## Características
A ermida, sob a invocação de Nossa Senhora do Monte, integra uma antiga quinta, da qual ainda restam a habitação, edifícios anexos e vestígios de um "jardim de passeio" com uma imponente araucária.
Construída em alvenaria de pedra rebocada e pintada, apresenta de planta retangular adossada ao lado esquerdo do corpo da habitação.
A fachada encontra-se dividida em dois níveis por uma cornija e é rasgada por dois vãos ao centro: a portada, no nível térreo, e uma janela, no nível superior. Esta janela é de guilhotina de duas folhas, com ombreiras que se prolongam até à cornija intermédia onde assentam por meio de volutas. A fachada é rematada por uma cornija ondulada e quebrada, encimada por quatro pináculos nas quebras, de onde pendem duas faixas. Entre as faixas inscreve-se uma cartela com a inscrição "NSDM / 1819".
Internamente apresenta nave única e, sobre a entrada, um coro alto.
É acedida por três degraus em cantaria de pedra, em semicírculo. O adro, de planta quadrangular, é delimitado por um murete em alvenaria de pedra rebocada e caiada, com remate de cantaria.
A ermida apresenta o soco (saliente), os cunhais (apilastrados), as molduras dos vãos (de verga curva encimada por cornija), as cornijas, os pináculos, as faixas e a cartela, em cantaria.
As coberturas são de duas águas em telha de meia-cana tradicional, rematadas por beiral duplo (exceto na fachada principal).